# Чарник, Константин Тимофеевич
Константин Тимофеевич Чарник (1918 — ?) — председатель колхоза «Радяньска Украина» Белоцерковского района Киевской области, Герой Социалистического Труда (22.03.1966).

## Биография
Родился 23 октября 1918 года в селе Пищана (недалеко от Белой Церкви) в семье рабочего. После окончания ФЗУ (1933) работал слесарем в Саливонковском сахарокомбинате.
В 1935—1940 гг. учился в Белоцерковском сельскохозяйственном институте (факультет ветеринарной медицины), после окончания которого был направлен на работу в Алма-Ату ветеринарным врачом треста «Главзаготскот Востока».
Участник войны с первого и до последнего дня, гвардии капитан ветеринарной службы. Награждён орденами Отечественной войны II степени, Красной Звезды, медалью «За оборону Сталинграда».
С 1947 по 1954 год старший ветврач опытного хозяйства «Терезино».
В феврале 1955 года избран председателем колхоза «Радянська Україна» («Советская Украина», с. Матюш), работал в этой должности до 1974 года.
Герой Социалистического Труда (22.03.1966), награждён тремя орденами Ленина, орденом Октябрьской революции.
Избирался делегатом XXIII съезда КПСС, III Всесоюзного съезда колхозников, XXIV съезда Коммунистической партии Украины.
Сочинения:
- Предупреждение заболевания новонарожденных телят паратифом / К. А. Бахмед, К. Т. Чарник // Труды Киевского ветеринарного института.- Т. X I, 1952. — 346 с.

Умер до 1985 года.